# Varroa destructor

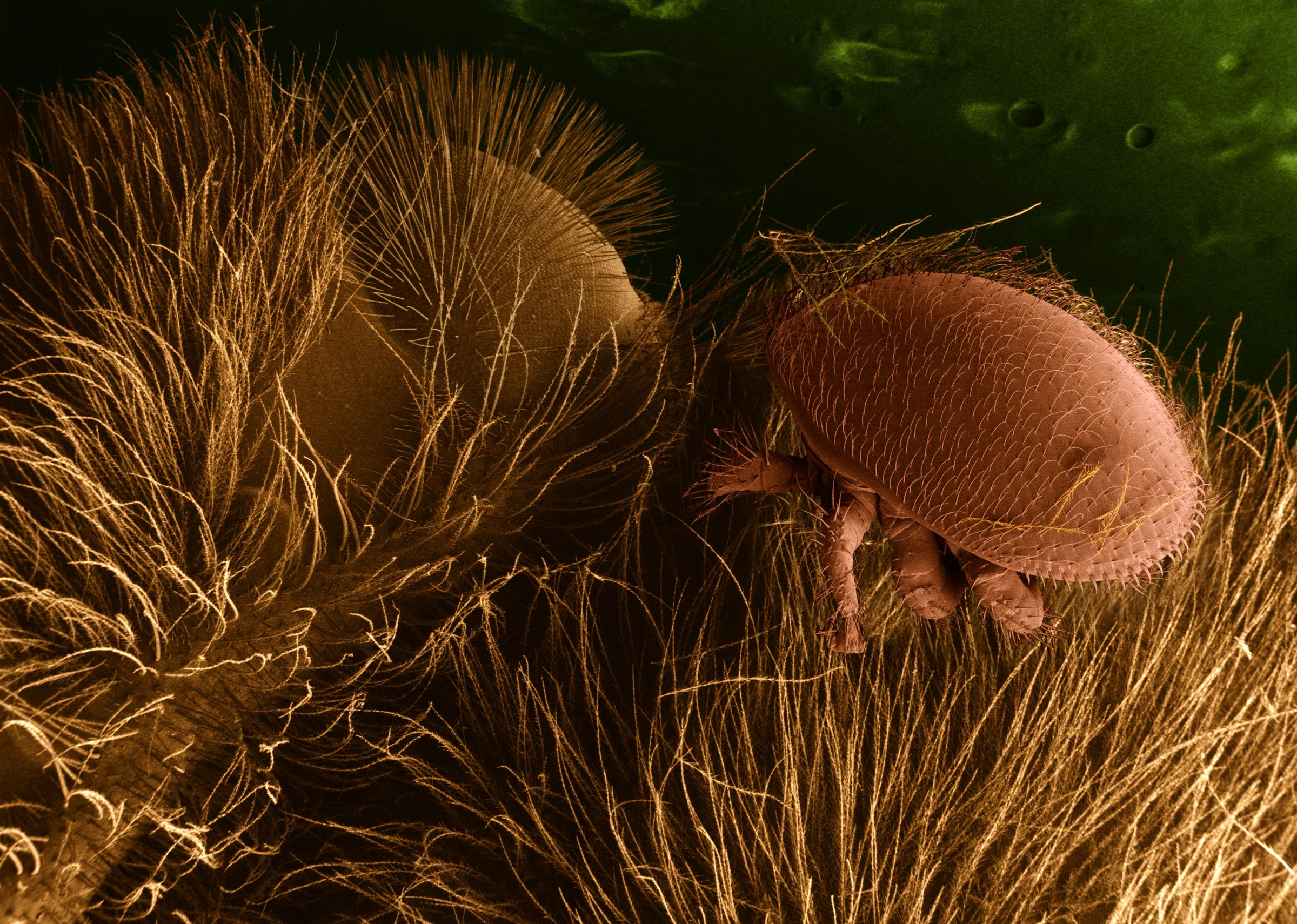
Micrografia de um espécime de V. destructor sobe o dorso de uma abelha doméstica.

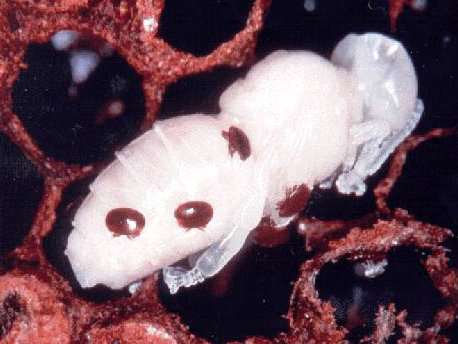
Ácaros Varroa sobre uma pupa de abelha.

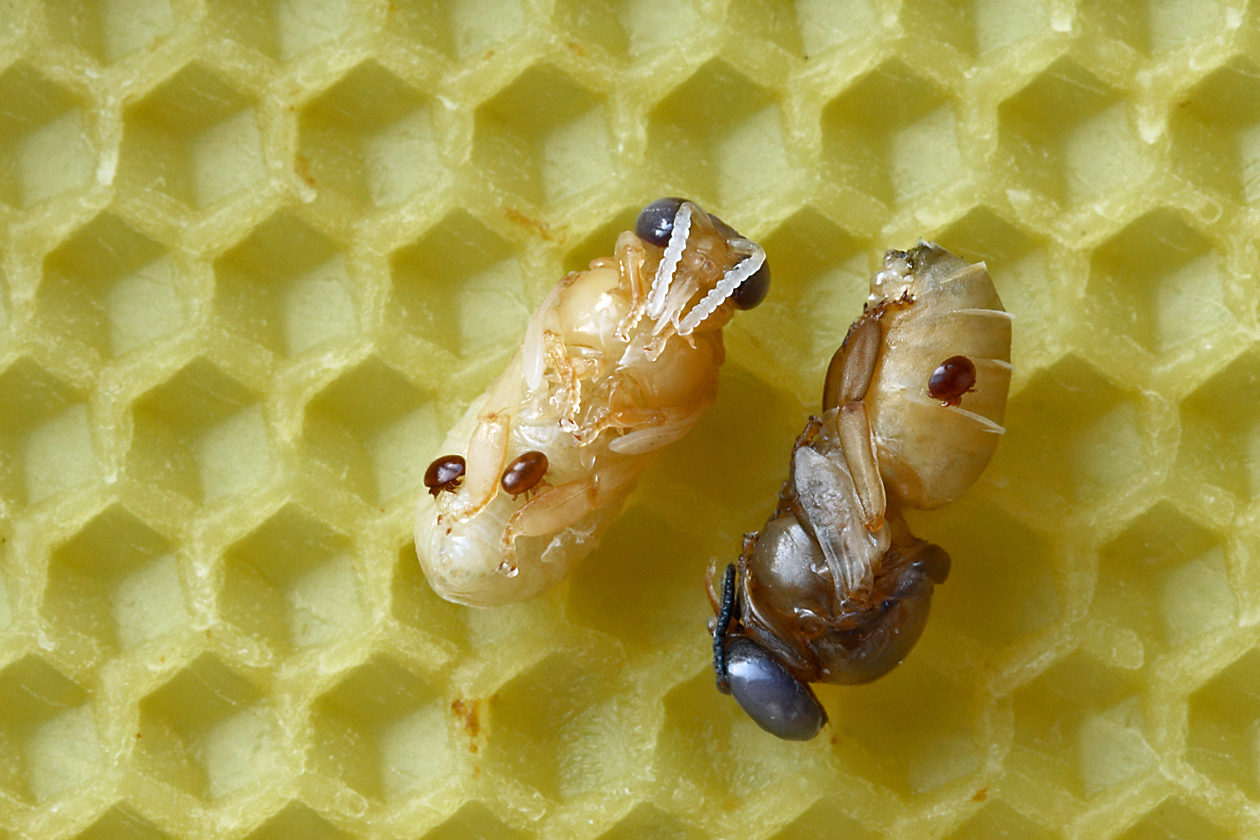
Varroa sobre pupas.

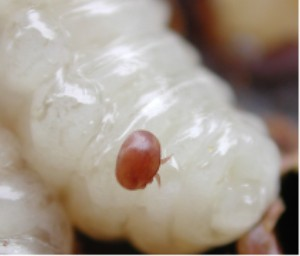
Varroa destructor sobre uma larva de abelha.

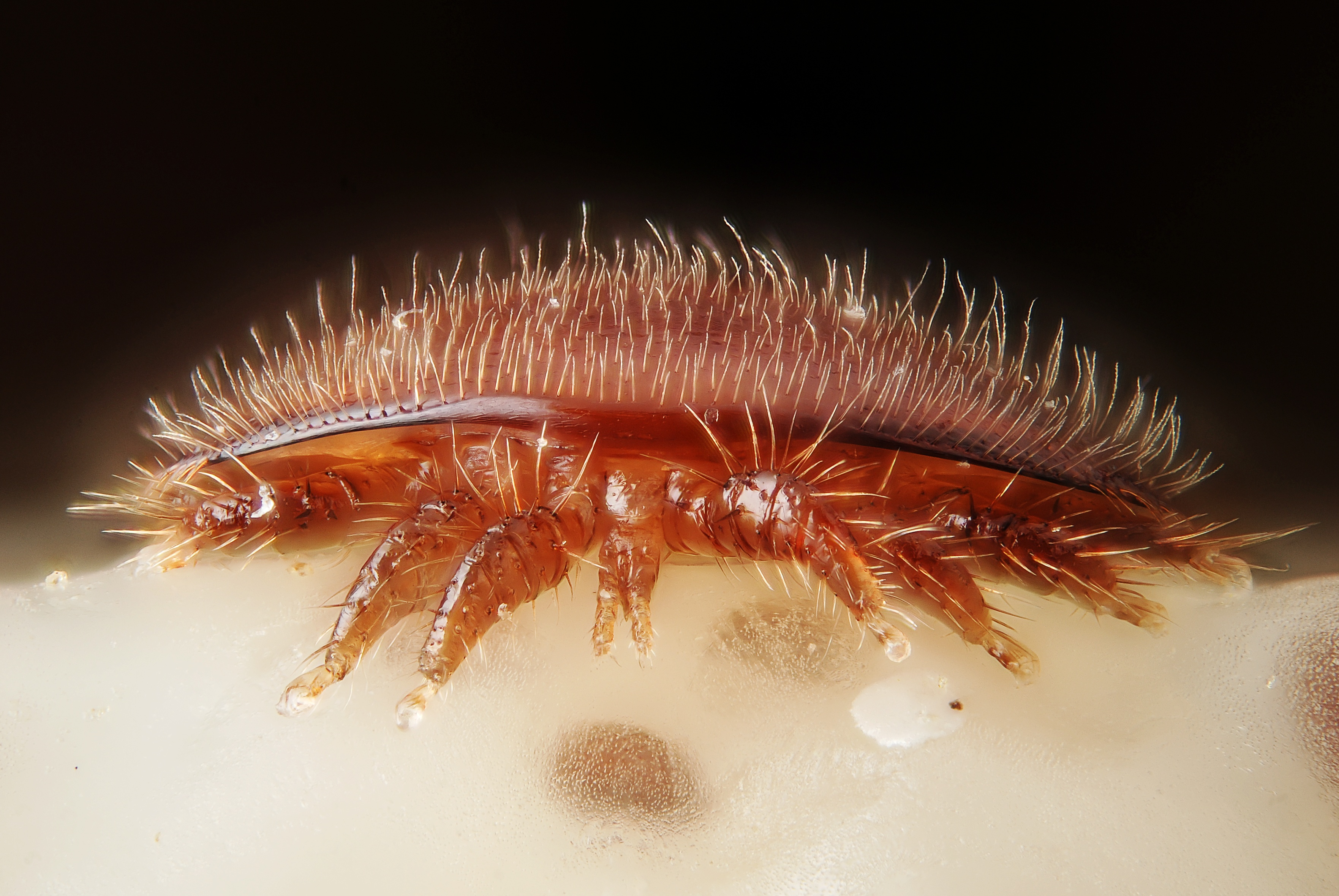
Fêmea de Varroa destructor sobre a cabeça de uma ninfa de abelha.

Varroa destructor Anderson & Trueman, 2000, conhecido pelo nome comum de varroa, é um ácaro ectoparasita, pertencente à superordem Parasitiformes, que infesta colônias de abelhas das espécies Apis cerana e Apis mellifera, dizimando as colmeias ao causar a doença chamada varroose ou varroatose.
Os ácaros Varroa destructor só se podem reproduzir em colônias de abelhas. O ácaro adere ao corpo da abelha e a enfraquece, sugando a hemolinfa. Neste processo, os vírus ARN, tais como o vírus deformador da asa, disseminam-se entre as abelhas. Uma significativa infestação do ácaro levará à morte de uma colônia de abelhas, geralmente entre o final do outono e o começo da primavera.
O ácaro Varroa é o parasita com o impacto econômico mais significativo no setor da apicultura. Pode ser um fator que contribui para a desordem do colapso da colônia, como a pesquisa mostra que é o principal fator para o distúrbio de colapso das colônias em Ontário, Canadá  e nos EUA.

## Descrição física
O ácaro adulto é de cor marrom-avermelhada; tem  forma de um botão plano; é 1 - 1,8 mm de comprimento e 1,5 – 2 mm de largura; e tem oito pernas.

## Reprodução, infestação e mortalidade na colmeia
Os ácaros reproduzem-se em ciclos de 10 dias. O ácaro fêmea entra em uma célula de criação de abelhas. Assim que a célula é tapada, o ácaro Varroa deposita os ovos sobre a larva. Os jovens ácaros, normalmente várias fêmeas e um macho, eclodem em aproximadamente o mesmo tempo que a jovem abelha se desenvolve e deixam a célula com o hospedeiro. Quando a nova abelha emerge a partir da célula após pupação, os ácaros Varroa também deixam e se espalham para outras abelhas e larvas. O ácaro preferencialmente infesta células de zangões, permitindo que o ácaro se reproduza uma vez mais com o extra de três dias que leva um zangão para emergir contra o tempo de uma abelha operária.
Os adultos sugam o "sangue" (hemolinfa) das abelhas adultas para o sustento, deixando feridas abertas à transmissão de vírus e doenças. As abelhas adultas comprometidas são mais propensas a infecções. Com exceção de alguma resistência nas cepas e abelhas-russas que têm a higiene sensível a Varroa (cerca de 10% das colônias, naturalmente o têm), as abelhas-europeias (Apis mellifera) são quase completamente indefesas contra esses parasitas (as abelhas-russas são de um terço a 50% menos suscetíveis à reprodução dos ácaros).
O modelo para a dinâmica populacional é de crescimento exponencial quando a descendência das abelhas está disponível, e decaem exponencialmente quando nenhuma ninhada está disponível. Em 12 semanas, o número de ácaros em uma colmeia de abelhas Apis cerana pode multiplicar por (aproximadamente) 12. Populações elevadas de ácaro no outono podem causar uma crise quando a criação de zangão se cessa e os ácaros mudam para larvas de operárias, causando uma rápida redução na população e muitas vezes a morte da colmeia.
Ácaros Varroa foram encontrados em larvas "Tricia" de algumas espécies de vespas, como Vespula vulgaris, e insetos que se alimentam de flores, como a abelha Bombus pennsylvanicus, o escaravelho, Phanaeus vindex e a Palpada vinetorum.  O ácaro parasita larvas jovens e alimenta-se dos órgãos internos dos anfitriões. Embora o ácaro Varroa não possa se reproduzir nesses insetos, a sua presença neles pode ser um meio pelo qual ele se espalham em distâncias curtas (forese).

### Introdução ao redor do mundo
- começo dos anos 1960 Japão, União Soviética
- 1960-1970 Leste Europeu
- 1971 Brasil
- final dos anos 1970 América do Sul
- 1980 Polônia
- 1982 França
- 1984 Suíça, Espanha, Itália
- 1987 Portugal
- 1987 Estados Unidos
- 1989 Canadá
- 1992 Reino Unido[6]
- 2000 Nova Zelândia (Norte da ilha)
- 2006 Nova Zelândia (Sul da ilha)[7]
- 2007 Havaí (Oahu, Ilha do Havaí)[8][9]
- 2008 Havaí (Grande ilha)

Em meados de 2012, a Austrália foi considerada livre do ácaro. No início de 2010, uma subespécie isolada de abelha foi descoberta em Cufra (sudeste da Líbia), que parece estar livre do ácaro.  As ilhas havaianas de Maui, Kauai, Molokai, Lanai e são todas livre do ácaro.

## Identificação
Até recentemente, o V. destructor era considerado como estreitamente relacionado com uma espécie de ácaro chamado Varroa jacobsoni. Ambas as espécies parasitam a abelha asiática, Apis cerana. No entanto, a espécie inicialmente descrito como V. jacobsoni por Anthonie Cornelis Oudemans em 1904 não é da mesma espécie que também ataca Apis mellifera. O salto para A. mellifera, provavelmente, ocorreu primeiro nas Filipinas no início de 1960, onde foram importadas A. mellifera que entraram em contato próximo com a A. cerana infectada. Até 2000, os cientistas não tinham identificado V. destructor como uma espécie separada. Esta identificação tardia ocorreu em 2000 por Anderson e Trueman corrigindo alguma confusão anterior e erros de identificação na literatura científica.

## Controle ou medidas de prevenção e tratamento

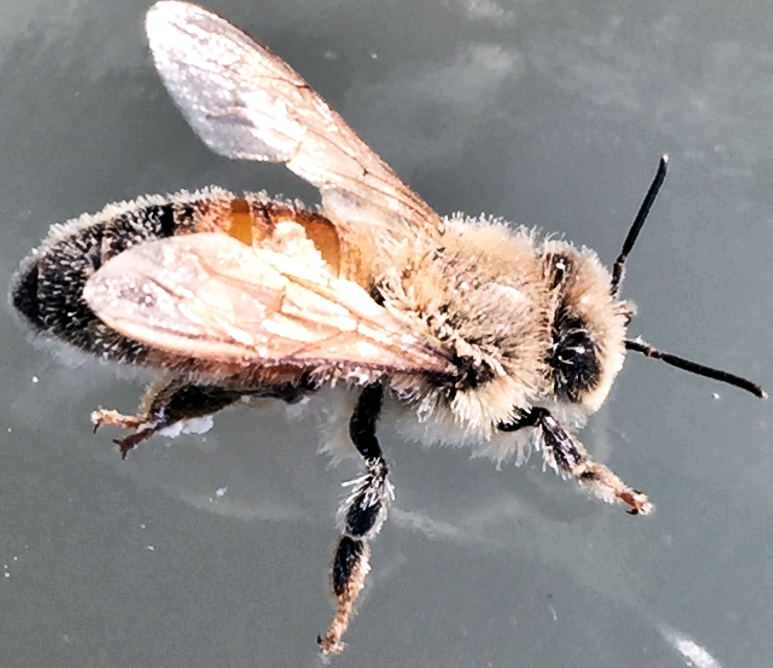
Abelha revestida com ácido oxálico, para proteger de ácaros

### Medidas químicas
Os ácaros Varroa podem ser tratados com acaricidas disponíveis comercialmente. Os acaricidas devem ser aplicados com cuidado para minimizar a contaminação do mel que pode ser consumido por seres humanos. O uso adequado de acaricidas também retarda o desenvolvimento de resistência por parte dos ácaros.
Químicos sintéticos
- Inseticida piretroide (Fluvalinato) em tiras
- inseticida organofosforado (Coumafós) em tiras
- Receita de Manley: cristais de timol e álcool cirúrgico com açúcar servido como alimento[14]

Químicos de ocorrência natural
- Ácido fórmico em vapor ou sobre tecido umedecido (afasta os ácaros)
- Açúcar em pó ou açúcar de confeiteiro (derruba os ácaros das abelhas), alternativamente talco ou outro pó "seguro", com um tamanho de grão entre 5 e 15 μm, pode ser pulverizado sobre as abelhas. Açúcar em pó tem sido testado para o uso como uma forma de controle do Varroa. O açúcar é polvilhado entre os favos das colmeias a uma taxa de 15 g por colmeia (2 andares). O tratamento é repetido 4-6 vezes. açúcar de confeiteiro provou ser um meio eficaz de avaliação da colmeia de abelhas para a incidência de Varroa.[15] Outros vários pós, incluindo a glucose, farinha de trigo e pó de pedra foram testados, quer como um método de deteção ou controle.[16][17][18] Um teste de campo onde foi usado 15g de açúcar polvilhado entre favos de colmeias durante meados do verão, em diferentes combinações de dias e horários, resultou em uma média de queda de ácaros nas colónias tratadas entre 47 e 56 vezes maior do que as colónias de controle, embora a eficiência exata não pôde ser determinada.[19][20]
- Óleo essencial, especialmente de limão, menta e tomilho[21]
- Óleo essencial de neem (Azadirachta indica): O óleo de neem com um emulsificante (2%) tem sido utilizado para o controle de varroa. A substância é pulverizada a uma taxa de 400 ml por colmeia, com os quadros ligeiramente entreabertos e levemente pulverizada com óleo. O óleo de neem aplicada para as abelhas em laboratório matou 50-90% dos ácaros varroa dentro de 48 horas, com a mortalidade das abelhas menos de 10%, mas foi menos eficaz do que Apistan.[22] óleo de Neem matou 84-96% dos ácaros varroa, três vezes mais do que o grupo controle, e mais de sprays de timol ou óleo de canola, ou timol em um bloco de vermiculita. No entanto, óleo de neem resultou na perda de 50% rainha e 2/3 de perda de abelhas e 1/3 perda da crias em relação aos controles.[23] O óleo de neem foi tão eficaz como o ácido fórmico, mas não tão eficaz como Apistan(marca comercial), e reduziu as crias operculadas em colónias em 50%.[24] Ésteres de açúcar (produto Sucrocide) na aplicação por pulverização
- Óleo de gaultheria: O óleo de gaultheria, um gênero de plantas que permanecem verdes no inverno (do inglês wintergreen), tem sido usado para controle de varroa. O óleo é pulverizado sobre caixilhos sem cria das colmeias, à taxa de 5 ml por colmeia. A evaporação de 15ml de óleo de wintergreen matou 95% dos ácaros varroa e causou 7% a mortalidade das abelhas em experimentos de laboratório. Os ensaios de campo de óleo de gaultéria pulverizado nos caixilhos, em conjunto com um tratamento térmico de 15 minutos, matou 55-82% de ácaros, com um segundo tratamento 7 dias depois, resultou na morte de 90-95% dos ácaros.[25][26] Outro ensaio usando tratamentos semelhantes resultou na mortalidade de 31% das abelhas adultas depois de 5 dias e 69% de redução nos ácaros.[20][27]
- Ácido oxálico método de gotejamento ou aplicado como vapor.
- Óleo Vegetal, o óleo vegetal tem sido utilizado como um controle de Varroa. A substância é administrada como gordura vegetal em um alimentador de açúcar de inverno colocada sobre os barras superiores dos caixilhos na colmeia. O óleo vegetal geralmente tem um emulsionante adicionado. O uso de óleos vegetais tem se mostrados um tratamento eficaz para o ácaro traqueal, e testes de laboratório, utilizando óleo vegetal em papel de filtro mostrou que o material era eficaz contra varroa em abelhas operárias. Os ensaios de campo, no entanto, mostraram uma taxa de mortalidade de ácaros de 38%.[28] Óleo vegetal com altos níveis de um emulsificante, seja de forma pulverizada ou administrada nos alimentadores, matou até 97% dos ácaros, mas também apresentou um efeito colateral de significativa mortalidade das abelhas (> 50%). Concentrações mais baixas de emulsionante não foram eficazes em matar ácaros.[29] Outros ensaios demonstram que a pulverização óleo de canola (solução a 20%) matou 65% da Varroa.[20][23]
- Óleo mineral (grau alimentício) como vapor e em aplicação direta em papel ou cordas. O óleo mineral (parafínico) com um emulsionante (5% de emulsionante) tem sido usado para o controle Varroa. O material é pulverizado a uma taxa de 6-10ml de óleo por caixilho no outono, uma vez por semana durante 3 semanas.O óleo mineral com um emulsificante (a 5%) pulverizado a este ritmo resultou na mortalidade das abelhas de 97% após duas aplicações, e de mortalidade de 99,5% após três. No entanto, a mortalidade das abelhas foi significativamente maior do que nos controles, quando o óleo mineral e emulsionante foi pulverizada em favos [90].[20][30]
- Compostos naturais de lúpulo (produto Hopguard) em tiras

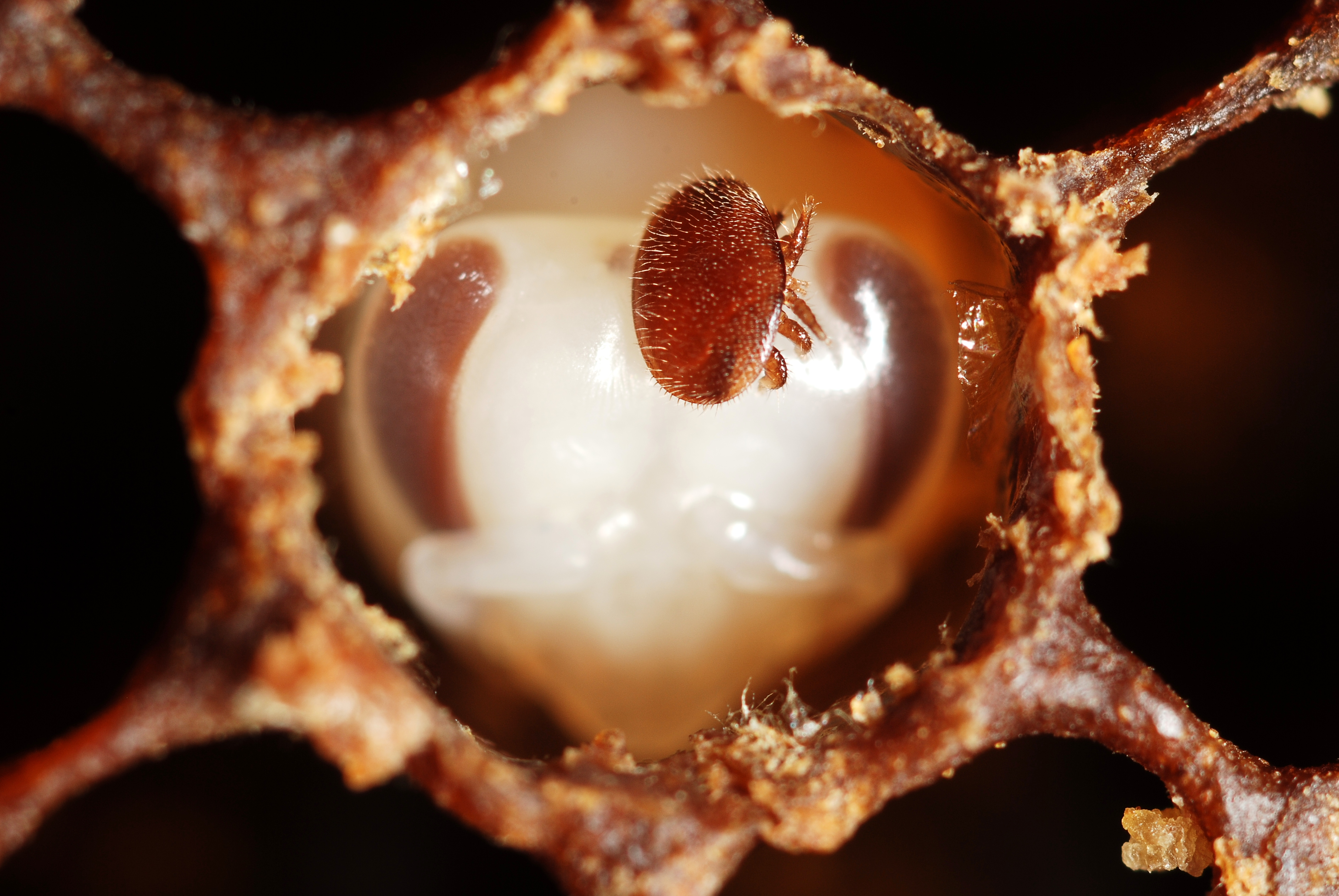
Pupa de abelha na célula do favo, atacada pelo ácaro Varroa

### Métodos mecânicos, físicos e comportamentais
Ácaros Varroa também podem ser controlados através de meios não químicos. A maioria destes controles são destinados a reduzir a população de ácaros para um nível controlável, não eliminar completamente os ácaros
- Método da tela no fundo da colmeia é usada por muitos apicultores em suas colméias. Quando ácaros ocasionalmente caem de uma abelha, eles devem subir de volta para parasitar outra abelha. Se a colmeia tem um fundo com uma tela com uma malha do tamanho certo, o ácaro ao cair não podem voltar para a colmeia. O fundo com tela também está sendo creditada com o aumento da circulação de ar, o que reduz a condensação em uma colméia durante o inverno. Estudos na Universidade de Cornell feito ao longo de dois anos descobriu que fundo com tela não têm nenhum efeito mensurável.[31] placas de fundo com tela e placas pegajosas (armadilhas de cola) separam os ácaros que se passam através da tela e a placa pegajosa impede-os de rastejar de volta. Um Insecticida também pode ser aplicado para nas placas pegajosas para ajudar a matar os ácaros.
- Método de aquecimento, utilizado pela primeira vez pelos apicultores na Europa Oriental na década de 1970, mais tarde se tornou um método global. Neste método, os quadros colmeia são aquecidos pelo menos até 40 °C durante várias horas de cada vez, o que faz com que os ácaros caiam das abelhas.[32][33]  Quando combinado com o método do fundo com tela, este pode controlar o suficiente a Varroa  para a sobrevivência ajuda colônia.[32] Na Alemanha, os aquecedores antivarroa são fabricados para utilização pelos apicultores profissionais. Uma colmeia termosolar foi patenteada e fabricada na República Checa.[33][34]
- Método de limitação da célula de cria de zangão limita o célula espaço para cria de ácaros Varroa habitarem (4,9 mm de diâmetro - cerca de 0,5 mm menor do que o padrão), e também aumenta a diferença de tamanho entre o trabalhador e ninhada zangão, com a intenção de fazer as armadilhas no favo do zangão mais eficaz na captura de ácaros Varroa. As bases para as células pequenas têm defensores ferrenhos, embora estudos controlados têm sido geralmente inconclusivos.
- Método de limitar o favo de cria (também conhecido como método de enxame) baseia-se em interromper o ciclo de cria das abelha. É um método avançado que remove o favos de crias operculado da colmeia, onde os ácaros Varroa procriam. A rainha é confinada a um favo usando uma gaiola para favos. Em intervalos de 9 dias, a rainha é confinada em um novo favo, e a ninhada no antigo favo é deixadas de ser criadoa. A ninhada no favo anterior, agora operculado está infestada com ácaros Varroa, é removida. O ciclo é então repetido. Este método complexo pode remover até 80% dos ácaros Varroa na colmeia.[carece de fontes?]
- Método do congelamento das crias de zangão, aproveita a preferência dos ácaros Varroa pelo tempo maior de cria dos zangões. O apicultor coloca um caixilho(quadro) de favo na colmeia que é dimensionado para incentivar a rainha para colocar ovos preferencialmente de zangões. Uma vez que as células dos favos das crias são cobertas, o apicultor retira caixilho e coloca-o no congelador. Isso mata os ácaros Varroa que alimentavam-se com estas abelhas, mas também mata as crias dos zangões, porém a maioria das colmeias produzem um excesso de abelhas zangões, então, isso geralmente não é considerada uma perda. Após o congelamento, o caixilho(quadro) pode ser devolvido à colmeia. As abelhas enfermeiras irão limpar das células do favo os zangões mortos (e ácaros mortos) e o ciclo continua.
- Método da eliminação das crias de zangão é uma variação aplicável as colmeias barras no topo onde as abelhas tendem a colocar favos adequados para cria de zangão ao longo das margens inferiores e exteriores dos favos. Cortar estas partes fora em um estágio de desenvolvimento tardio ("estágio do olho roxo olho") e descartá-las reduz a carga de ácaros na colônia. Este também permite a inspeção e contagem de ácaros na crias.

### Engenharia genética
Os pesquisadores foram capazes de usar a interferência de RNA para desativar genes no ácaro Varroa. Também houve esforços para produzir mudanças nas abelhas. 

## A higiene sensível à varroa
A higiene sensível à varroa ( Varroa Sensitive Hygiene ou VSH ) é uma característica comportamental dalgumas abelhas que detetam e removem pupas infestadas pelo ácaro parasita Varroa destructor.  O comportamento envolve abelhas que limpam o ninho e reconhecem ninhadas infestadas com 15 a 18 dias de idade (a emergência ocorre aos 21 dias de idade). As pupas de abelhas infestadas por ácaros são removidas de suas células, o que mata os ácaros varroa imaturos presentes.  Duas linhagens foram desenvolvidos nos Estados Unidos que podem detectadar pupas atacadas sob opérculos e removê-las da colmeia antes que a infestação se espalhe  ainda mais. A atividade do VSH, resulta em uma proporção anormalmente baixa de ácaros que produzem descendentes dentro da população que permanece na ninhada selada, reduzindo a taxa de infestação da ninhada em mais de 70%. Outra linhagem está em desenvolvimento que pode reconhecer mais facilmente o adulto Varroa forético para que sejam preparados e removidos da colmeia. As rainhas das colónias VSH podem acasalar livremente com zangões não VSH, o que dará colónias híbridas com uma resistência menor e variável, mas geralmente ainda satisfatória ao V. destructor, ao mesmo tempo em que retêm todas as características desejáveis para a apicultura, como a produção de mel. 
O VSH cruzado recentemente com abelhas italianas demonstrou ter um bom desempenho na polinização de culturas migratórias.   VSH é, portanto, uma característica que pode ser usada por criadores com qualquer tipo de abelha para aumentar a resistência ao V. destructor.